# Nargund (ciutat)
Nargund és una ciutat i consell municipal del districte de Gadag a Karnataka. Consta al cens del 2001 amb una població de 32.548 habitants. Està situada a 15° 43′ N, 75° 23′ E / 15.72°N,75.38°E. A la ciutat va néixer l'astròleg jain Sridharacharya autor del Jatakatilaka. Agafa el nom d'una fortalesa veïna, que al seu torn va donar nom al principat maratha de Nargund.